# Tragédie de Saint-Pierre-de-Clairac

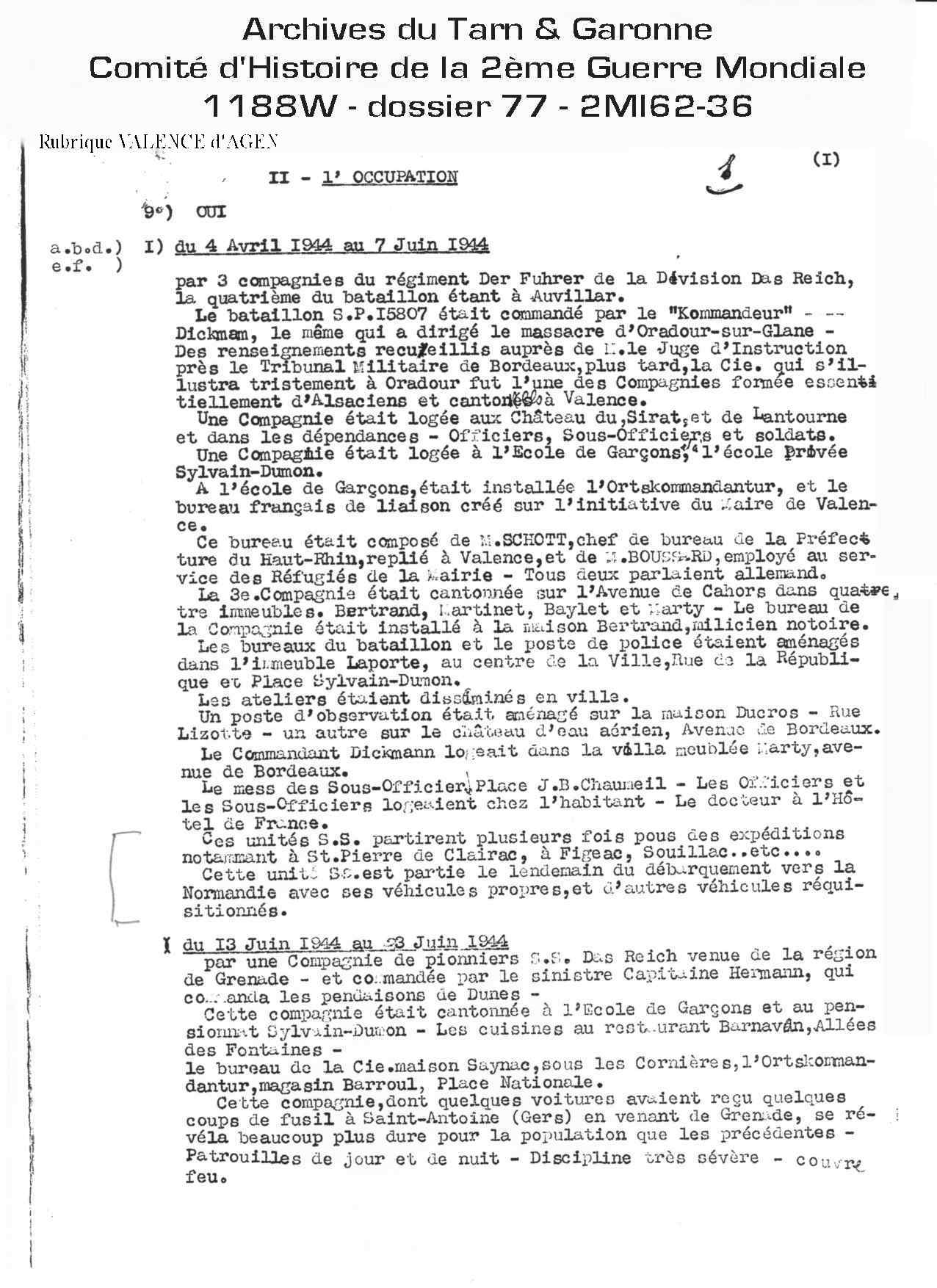

La tragédie de Saint-Pierre-de-Clairac est un crime de guerre survenu le 7 juin 1944 à Saint-Pierre-de-Clairac, dans le département français de Lot-et-Garonne. Onze personnes sont fusillées (laissant 11 orphelins) et deux ensembles d'habitation de la commune sont incendiés par le régiment Der Führer de la 2e division SS Das Reich des Waffen-SS, sous le commandement du  Sturmbannführer Adolf Diekmann, et sous la conduite de la Gestapo d'Agen et son chef Johann Freidrich Zorn et les adjoints Erwin Klahr et Erwin Fritsch et les collaborateurs de la Milice française parmi lesquels un certain Hannack dit "le balafré".
Les faits interviennent peu après le crime de guerre de Laclotte survenu le même jour dans la commune de Castelculier.

## Cérémonie
Depuis ce drame, une cérémonie du souvenir a lieu tous les 7 juin sur les lieux de la tragédie.